# Enniskillen
Enniskillen (Iers: Inis Ceithleann - Het Eiland van Kathleen) is de hoofdplaats van het graafschap Fermanagh in Noord-Ierland. Het ligt vrijwel in het midden van het graafschap op een eiland dat het Upper Lough Erne van Lower Lough Erne scheidt. Enniskillen heeft 13.790 inwoners en is daarmee de grootste plaats in het graafschap.
In 1987 kwam Enniskillen in het nieuws door een IRA-aanslag waarbij 11 mensen om het leven kwamen. Deze gebeurtenis wordt nu gezien als een keerpunt in de Noord-Ierse vredesbesprekingen. Precies tien jaar na de aanslag las Gerry Adams, aanvoerder van Sinn Féin, een officiële verontschuldiging voor.

## Bezienswaardigheden
|  | - Enniskillen Castle - The Ardhowen Theatre - Castle Coole - Cole's Monument - St Macartin's Cathedral |

## Geboren
- Bobby Kerr (1882-1963), Canadees atleet
- Robert Ian Moore (1941-2025), historicus
- Adrian Dunbar (1958), acteur
- Arlene Foster (1970), politica
- Brendan Dolan (1973), darter
- Ciarán McMenamin (1975), acteur
- Gavin Noble (1981), triatleet
- Michael McGovern (1984), voetballer
- Kyle Lafferty (1987), voetballer